# La Lande-de-Lougé
La Lande-de-Lougé est une commune française située dans le département de l'Orne en région Normandie, peuplée de 57 habitants.

## Géographie
| Les Yveteaux        | Les Yveteaux, Putanges-le-Lac (comm. dél. de La Fresnaye-au-Sauvage) | Lougé-sur-Maire |
| Les Yveteaux        | La Lande-de-Lougé                                                    | Lougé-sur-Maire |
| Montreuil-au-Houlme | Montreuil-au-Houlme                                                  | Lougé-sur-Maire |

### Hydrographie
La commune est située dans le bassin Seine-Normandie. Elle est drainée par la Maire, le cours d'eau 01 du Bois de la Lande et le ruisseau des Vallées,.
La Maire, d'une longueur de 16 km, prend sa source dans la commune de Rânes et se jette  dans l'Orne en limite de Écouché-les-Vallées et de Sevrai, après avoir traversé sept communes. 

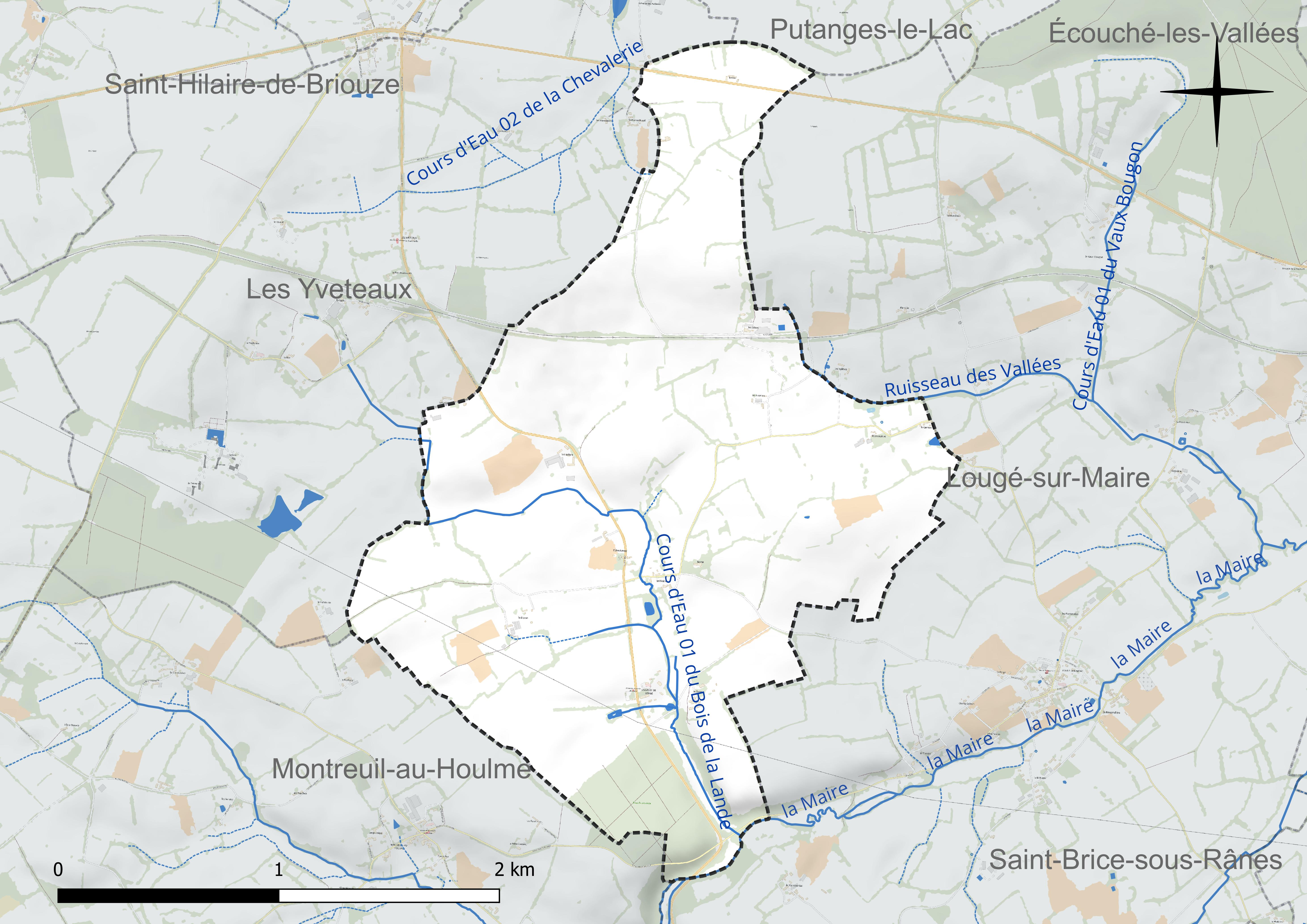
Réseau hydrographique de la Lande-de-Lougé.

### Climat
Pour des articles plus généraux, voir Climat de la Normandie et Climat de l'Orne.
En 2010, le climat de la commune est de type climat océanique altéré, selon une étude du CNRS s'appuyant sur une série de données couvrant la période 1971-2000. En 2020, Météo-France publie une typologie des climats de la France métropolitaine dans laquelle la commune est exposée à un climat océanique et est dans la région climatique Normandie (Cotentin, Orne), caractérisée par une pluviométrie relativement élevée (850 mm/a) et un été frais (15,5 °C) et venté. Parallèlement le GIEC normand, un groupe régional d’experts sur le climat, différencie quant à lui, dans une étude de 2020, trois grands types de climats pour la région Normandie, nuancés à une échelle plus fine par les facteurs géographiques locaux. La commune est, selon ce zonage, exposée à un « climat contrasté des collines », correspondant au Bocage normand, bien arrosé, voire très arrosé sur les reliefs les plus exposés au flux d’ouest, et frais en raison de l’altitude.
Pour la période 1971-2000, la température annuelle moyenne est de 10,4 °C, avec une amplitude thermique annuelle de 13,5 °C. Le cumul annuel moyen de précipitations est de 837 mm, avec 12,5 jours de précipitations en janvier et 7,5 jours en juillet. Pour la période 1991-2020, la température moyenne annuelle observée sur la station météorologique la plus proche, située sur la commune de Briouze à 9 km à vol d'oiseau, est de 10,9 °C et le cumul annuel moyen de précipitations est de 920,5 mm,. Pour l'avenir, les paramètres climatiques de la commune estimés pour 2050 selon différents scénarios d’émission de gaz à effet de serre sont consultables sur un site dédié publié par Météo-France en novembre 2022.

## Urbanisme

### Typologie
Au 1er janvier 2024, La Lande-de-Lougé est catégorisée commune rurale à habitat très dispersé, selon la nouvelle grille communale de densité à sept niveaux définie par l'Insee en 2022.
Elle est située hors unité urbaine et hors attraction des villes,.

### Occupation des sols
L'occupation des sols de la commune, telle qu'elle ressort de la base de données européenne d’occupation biophysique des sols Corine Land Cover (CLC), est marquée par l'importance des territoires agricoles (94,7 % en 2018), une proportion identique à celle de 1990 (94,7 %). La répartition détaillée en 2018 est la suivante : 
terres arables (51,9 %), prairies (42,8 %), forêts (5,3 %). L'évolution de l’occupation des sols de la commune et de ses infrastructures peut être observée sur les différentes représentations cartographiques du territoire : la carte de Cassini (XVIIIe siècle), la carte d'état-major (1820-1866) et les cartes ou photos aériennes de l'IGN pour la période actuelle (1950 à aujourd'hui).

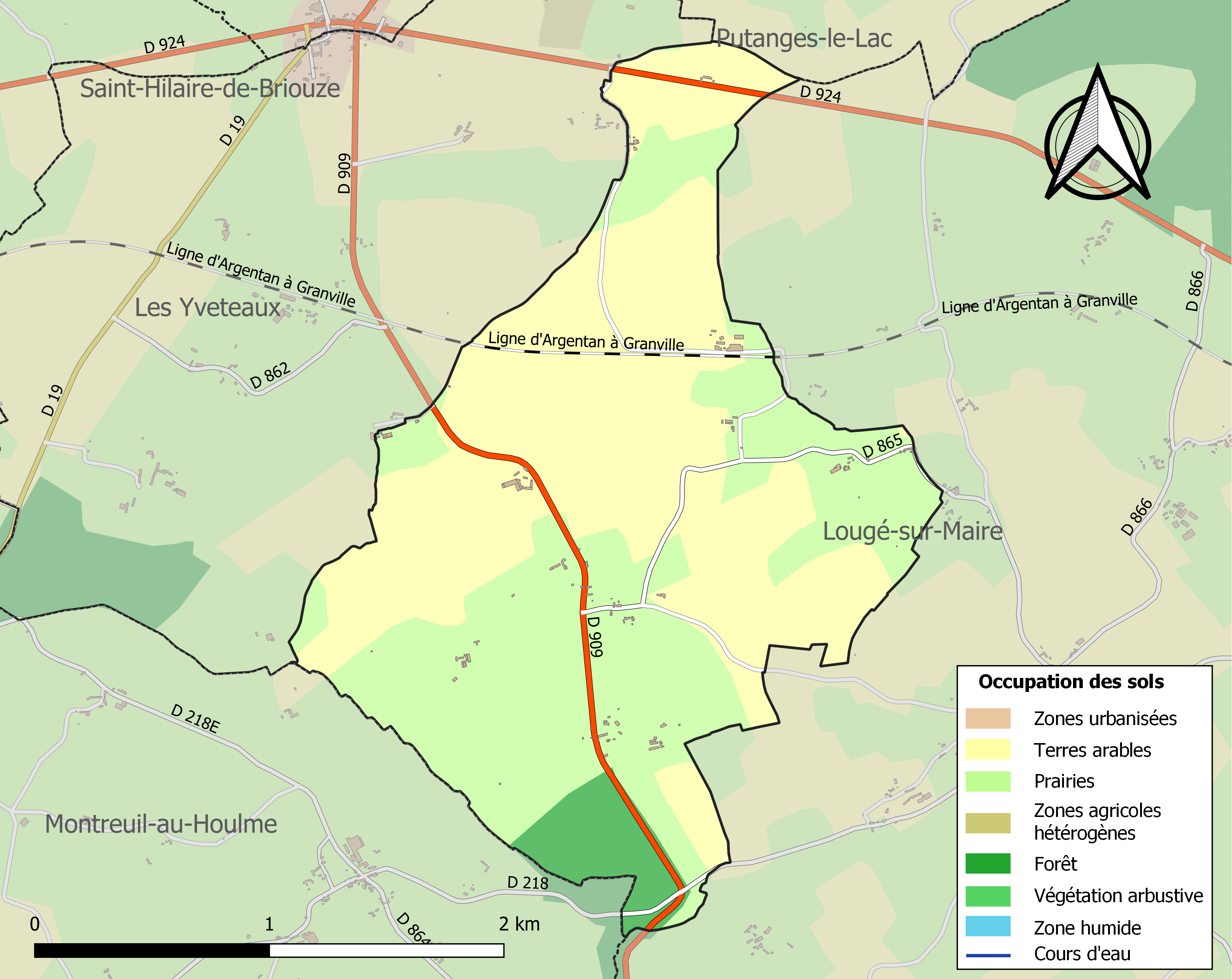
Carte des infrastructures et de l'occupation des sols de la commune en 2018 (CLC).

## Toponymie
Le nom de la localité est attesté sous les formes Lalande de Lougé en 1793, La Lande-de-Longé en 1801.
Le français lande est issu du gaulois *landa  et désigne une terre infertile, ce que devait être la caractéristique du lieu.
Le gentilé est Landais.

## Histoire
En 1465, le titre de noblesse de Louis de la Lande (paroisse de la « Lande de Lougy ») est confirmé.
À la Révolution, la commune est rattachée au canton de Rânes (ce dernier est supprimé en 1801).

## Politique et administration
| Période                                  | Période  | Identité             | Étiquette | Qualité           |
| ---------------------------------------- | -------- | -------------------- | --------- | ----------------- |
| 1849                                     |          | Gustave Le Vavasseur |           |                   |
| juin 1995                                | En cours | Jacques Drouin       | SE        | Conducteur offset |
| Les données manquantes sont à compléter. |          |                      |           |                   |

Le conseil municipal est composé de sept membres dont le maire et deux adjoints.

## Démographie
L'évolution du nombre d'habitants est connue à travers les recensements de la population effectués dans la commune depuis 1793. Pour les communes de moins de 10 000 habitants, une enquête de recensement portant sur toute la population est réalisée tous les cinq ans, les populations de référence des années intermédiaires étant quant à elles estimées par interpolation ou extrapolation. Pour la commune, le premier recensement exhaustif entrant dans le cadre du nouveau dispositif a été réalisé en 2004.
En 2022, la commune comptait 57 habitants, en évolution de +21,28 % par rapport à 2016 (Orne : −3,21 %, France hors Mayotte : +2,11 %).
| 1793 | 1800 | 1806 | 1821 | 1836 | 1841 | 1846 | 1851 | 1856 |
| ---- | ---- | ---- | ---- | ---- | ---- | ---- | ---- | ---- |
| 238  | 85   | 304  | 302  | 313  | 285  | 304  | 236  | 228  |

| 1861 | 1866 | 1872 | 1876 | 1881 | 1886 | 1891 | 1896 | 1901 |
| ---- | ---- | ---- | ---- | ---- | ---- | ---- | ---- | ---- |
| 232  | 225  | 218  | 202  | 188  | 173  | 161  | 161  | 164  |

| 1906 | 1911 | 1921 | 1926 | 1931 | 1936 | 1946 | 1954 | 1962 |
| ---- | ---- | ---- | ---- | ---- | ---- | ---- | ---- | ---- |
| 176  | 168  | 142  | 124  | 118  | 100  | 89   | 76   | 70   |

| 1968 | 1975 | 1982 | 1990 | 1999 | 2004 | 2006 | 2009 | 2014 |
| ---- | ---- | ---- | ---- | ---- | ---- | ---- | ---- | ---- |
| 76   | 52   | 58   | 50   | 49   | 55   | 56   | 50   | 48   |

| 2019 | 2022 | - | - | - | - | - | - | - |
| ---- | ---- | - | - | - | - | - | - | - |
| 53   | 57   | - | - | - | - | - | - | - |

## Lieux et monuments

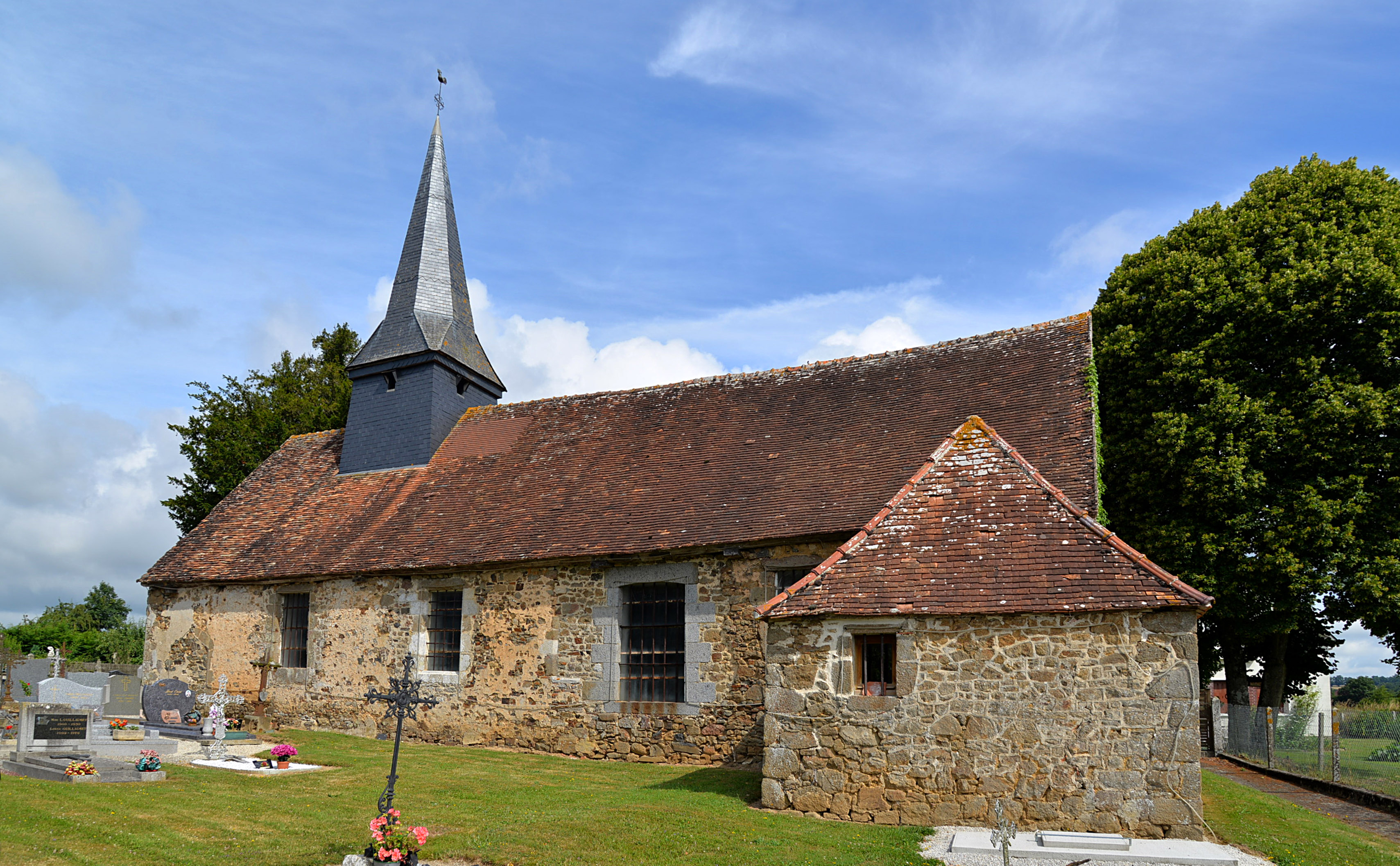
L’église Saint-Julien.

- Église Saint-Julien.

## Personnalités liées à la commune
- Gustave Le Vavasseur (1819-1896)